# Roly-Poly
Roly-Poly – singel południowokoreańskiej grupy T-ara. Utwór promował drugi minialbum John Travolta Wannabe. Został wydany 29 czerwca 2011 roku. Roly-Poly zdobył trzy tygodniowe nagrody programów Mnet's M! Countdown oraz SBS's Inkigayo, znajduje się w czołówce najbardziej dochodowych utworów z rekordem 2 mld ₩ za sprzedane płyty i 4 680 253 pobranych plików. Remix piosenki zatytułowany Roly-Poly in Copacabana został wydany 2 sierpnia 2011 roku.
Utwór został nagrany ponownie w języku japońskim i wydany 29 lutego 2012 roku jako trzeci japoński singel. Osiągnął 3 pozycję w rankingu Oricon i pozostał na liście przez 14 tygodni, sprzedał się w nakładzie 62 774 egzemplarzy.

## Lista utworów
| CD (edycja limitowana A) |                                                                                               |                                                                                               |                                                                                               |                                                                                               |      |
| Nr                       | Tytuł                                                                                         | Słowa                                                                                         | Kompozycja                                                                                    | Aranżacja                                                                                     | Czas |
| 1.                       | "Roly-Poly" (Japanese ver.)                                                                   | Shinsadong Tiger, Choi Kyu-sung słowa japońskie: Seiko Fujibayashi                            | Shinsadong Tiger, Choi Kyu-sung                                                               | Shinsadong Tiger, Choi Kyu-sung                                                               | 3:36 |
| 2.                       | "Kojinmaru ~Uso~" (jap. コジンマル 〜嘘〜) (Japanese ver.)                                    | Cho Young-soo słowa japońskie: Kei                                                            | Cho Young-soo                                                                                 | Cho Young-soo                                                                                 | 3:49 |
| 3.                       | "Roly-Poly" (Inst.)                                                                           |                                                                                               | Shinsadong Tiger, Choi Kyu-sung                                                               | Shinsadong Tiger, Choi Kyu-sung                                                               | 3:36 |
| 4.                       | "Kojinmaru ~Uso~" (jap. コジンマル 〜嘘〜) (Inst.)                                            |                                                                                               | Cho Young-soo                                                                                 | Cho Young-soo                                                                                 | 3:46 |
| CD (limitowana edycja B) |                                                                                               |                                                                                               |                                                                                               |                                                                                               |      |
| Nr                       | Tytuł                                                                                         | Słowa                                                                                         | Kompozycja                                                                                    | Aranżacja                                                                                     | Czas |
| 1.                       | "Roly-Poly" (Japanese ver.)                                                                   | Shinsadong Tiger, Choi Kyu-sung słowa japońskie: Seiko Fujibayashi                            | Shinsadong Tiger, Choi Kyu-sung                                                               | Shinsadong Tiger, Choi Kyu-sung                                                               | 3:36 |
| 2.                       | "Apple is A" (Japanese ver.)                                                                  | Cho Young-soo słowa japońskie: Seiko Fujibayashi                                              | Cho Young-soo                                                                                 | Cho Young-soo                                                                                 | 3:10 |
| 3.                       | "Roly-Poly" (Inst.)                                                                           |                                                                                               | Shinsadong Tiger, Choi Kyu-sung                                                               | Shinsadong Tiger, Choi Kyu-sung                                                               | 3:36 |
| 4.                       | "Apple is A" (Inst.)                                                                          |                                                                                               | Cho Young-soo                                                                                 | Cho Young-soo                                                                                 | 3:08 |
| CD (regularna edycja)    |                                                                                               |                                                                                               |                                                                                               |                                                                                               |      |
| Nr                       | Tytuł                                                                                         | Tytuł                                                                                         | Tytuł                                                                                         | Tytuł                                                                                         | Czas |
| 1.                       | "Roly-Poly" (Japanese ver.)                                                                   | "Roly-Poly" (Japanese ver.)                                                                   | "Roly-Poly" (Japanese ver.)                                                                   | "Roly-Poly" (Japanese ver.)                                                                   | 3:36 |
| 2.                       | "Roly-Poly in Copacabana" (jap. Roly-Poly in コパカバーナ) (Japanese ver.)                    | "Roly-Poly in Copacabana" (jap. Roly-Poly in コパカバーナ) (Japanese ver.)                    | "Roly-Poly in Copacabana" (jap. Roly-Poly in コパカバーナ) (Japanese ver.)                    | "Roly-Poly in Copacabana" (jap. Roly-Poly in コパカバーナ) (Japanese ver.)                    | 3:31 |
| 3.                       | "Roly-Poly" (Inst.)                                                                           | "Roly-Poly" (Inst.)                                                                           | "Roly-Poly" (Inst.)                                                                           | "Roly-Poly" (Inst.)                                                                           | 3:36 |
| 4.                       | "Roly-Poly in Copacabana" (jap. Roly-Poly in コパカバーナ) (Inst.)                            | "Roly-Poly in Copacabana" (jap. Roly-Poly in コパカバーナ) (Inst.)                            | "Roly-Poly in Copacabana" (jap. Roly-Poly in コパカバーナ) (Inst.)                            | "Roly-Poly in Copacabana" (jap. Roly-Poly in コパカバーナ) (Inst.)                            | 3:33 |
| 5.                       | "Bo Peep Bo Peep" (LIVE ver. T-ARA First Show Case Live in SHIBUYA-AX 2011.7.5) (Bonus Track) | "Bo Peep Bo Peep" (LIVE ver. T-ARA First Show Case Live in SHIBUYA-AX 2011.7.5) (Bonus Track) | "Bo Peep Bo Peep" (LIVE ver. T-ARA First Show Case Live in SHIBUYA-AX 2011.7.5) (Bonus Track) | "Bo Peep Bo Peep" (LIVE ver. T-ARA First Show Case Live in SHIBUYA-AX 2011.7.5) (Bonus Track) | 4:12 |
| DVD (wersja A)           |                                                                                               |                                                                                               |                                                                                               |                                                                                               |      |
| Nr                       | Tytuł                                                                                         | Tytuł                                                                                         | Tytuł                                                                                         | Tytuł                                                                                         | Czas |
| 1.                       | "Roly-Poly (Japanese ver.) Music Video"                                                       | "Roly-Poly (Japanese ver.) Music Video"                                                       | "Roly-Poly (Japanese ver.) Music Video"                                                       | "Roly-Poly (Japanese ver.) Music Video"                                                       |      |
| 2.                       | "Kojinmaru ~Uso~ (Japanese ver.) Music Video"                                                 | "Kojinmaru ~Uso~ (Japanese ver.) Music Video"                                                 | "Kojinmaru ~Uso~ (Japanese ver.) Music Video"                                                 | "Kojinmaru ~Uso~ (Japanese ver.) Music Video"                                                 |      |
| DVD (wersja B)           |                                                                                               |                                                                                               |                                                                                               |                                                                                               |      |
| Nr                       | Tytuł                                                                                         | Tytuł                                                                                         | Tytuł                                                                                         | Tytuł                                                                                         | Czas |
| 1.                       | "Roly-Poly (Japanese ver.) Dance feature ver."                                                | "Roly-Poly (Japanese ver.) Dance feature ver."                                                | "Roly-Poly (Japanese ver.) Dance feature ver."                                                | "Roly-Poly (Japanese ver.) Dance feature ver."                                                |      |
| 2.                       | "Roly-Poly (Japanese ver.) Music Video Making"                                                | "Roly-Poly (Japanese ver.) Music Video Making"                                                | "Roly-Poly (Japanese ver.) Music Video Making"                                                | "Roly-Poly (Japanese ver.) Music Video Making"                                                |      |

## Notowania
Singel koreański
| Lista                         | Pozycja |
| ----------------------------- | ------- |
| Gaon Weekly Singles Chart     | 2       |
| Gaon Monthly Singles Chart    | 3       |
| Gaon Yearly Singles Chart     | 1       |
| Billboard Korea K-Pop Hot 100 | 4       |

Singel japoński
| Lista                                   | Pozycja |
| --------------------------------------- | ------- |
| Oricon Daily Singles Chart              | 3       |
| Oricon Weekly Singles Chart             | 3       |
| Oricon Monthly Singles Chart            | 12      |
| Oricon Yearly Singles Chart             | 127     |
| Billboard Japan Hot 100                 | 5       |
| RIAJ Digital Track Chart weekly top 100 | 15      |